# Vier zu mir!
Vier zu mir! oder 4 zu mir! ist ein Kinder- und Gedächtnisspiel der Spieleautorin Heike Baum. Das Spiel für drei bis acht Spieler ab fünf Jahren dauert etwa 30 Minuten pro Runde. Es ist im Jahr 1996 bei ASS Altenburger sowie später bei Schmidt Spiele und noris Spiele erschienen und gewann 1996 den Sonderpreis Kinderspiel im Rahmen des Spiel des Jahres.

## Thema und Ausstattung
Bei dem Spiel handelt es sich um ein Quartett- und Gedächtnisspiel, bei dem die Mitspieler jeweils vier Tiere entsprechend ihrer Auftragskarten sammeln müssen. Die Tiere sind in Plastikdosen versteckt, die die Mitspieler bekommen und austauschen müssen. Der Inhalt der Spieleschachtel besteht neben der Spielanleitung aus 24 Tierfiguren, 24 grünen Plastikdosen und 24 Suchkarten mit jeweils vier abgebildeten Tieren.

## Spielweise
Zu Beginn des Spiels werden alle Tierfiguren jeweils in eine grüne Plastikdose gesteckt und danach gut durchgemischt und gleichmäßig an die Mitspieler verteilt. Danach werden die Suchkarten gemischt und jeder Mitspieler bekommt zwei Karten, die restlichen bilden einen verdeckten Nachzugstapel. Jeder Spieler darf sich den Inhalt seiner Dosen anschauen.
Beginnend mit einem Startspieler dürfen die Spieler nun die anderen Mitspieler nach einzelnen Tieren fragen, um die auf den Suchkarten abgebildeten Tiere zu finden. Besitzt ein Spieler die Figur, nach der gefragt wurde, muss er diese abgeben und der Frager darf erneut einen Mitspieler nach einer Figur fragen. Besitzt der Angefragte die Figur nicht, beginnt der linke Nachbar des Fragers die nächste Runde. Sobald ein Spieler alle vier auf einer seiner Suchkarten abgebildeten Tiere besitzt, ruft er „Vier zu mir!“ und bekommt die Karte als Punkt und darf eine neue Suchkarte ziehen.
Das Spiel endet, sobald ein Spieler seine letzte Suchkarte erfolgreich erledigt hat und keine Karte mehr nachziehen kann. Gewinner ist der Spieler mit den meisten erfüllten Karten und damit den meisten Punkten.

## Ausgaben und Rezeption
Das Spiel Vier zu mir! wurde von Heike Baum entwickelt und erschien 1996 bei ASS Altenburger. 1998 erschien das Spiel als neue Ausgabe bei Schmidt Spiele und 2013 wurde es bei noris Spiele veröffentlicht. Es erschien zudem unter dem Namen Zoo als multilinguale Versionen auf Dänisch, Finnisch, Norwegisch und Schwedisch sowie auf Englisch, Estnisch, Lettisch und Russisch. In Frankreich erschien das Spiel unter dem Namen Mes Quat' z'Amis von ASS und später als Animazoo und auf Englisch wurde es als Noah's Park 2001 von Ravensburger veröffentlicht.
Vier zu mir! wurde 1996 mit dem Sonderpreis Kinderspiel im Rahmen des Spiel des Jahres ausgezeichnet. Zudem gewann es die Auszeichnung als bestes Kinderspiel 1996 bei dem schwedischen Spielepreis Årets Spel.

## Belege
1. 1 2 3 4  
Spielanleitung Vier zu mir! (Ausgabe Schmidt Spiele, 1998)
2. ↑  
Versionen von Vier zu mir! in der Spieledatenbank BoardGameGeek (englisch); abgerufen am 28. Dezember 2017
3. ↑  
Vier zu mir! auf der Website des Spiel des Jahres e.V.; abgerufen am 28. Dezember 2017